# John Patrick Sullivan
John Patrick Sullivan (* 13. Juli 1930 in Liverpool, England; † 9. April 1993 in Santa Barbara, Kalifornien) war ein britisch-US-amerikanischer Altphilologe (Latinist).
Sullivan stammte aus einer irischen Familie, die in Liverpool lebte. Nach dem Schulbesuch am St. Francis Xavier’s College, einer Jesuitenschule, und einem Jahr Militärdienst studierte er am St John’s College, Cambridge, wo er 1953 den B.A. und anschließend den M.A. erwarb. Von 1954 bis 1961 lehrte er zunächst ein Jahr am Queen’s College, Oxford, dann von 1955 an als Fellow and Tutor in Classics am Lincoln College, Oxford, antike Philosophie sowie Classical Languages and Literatures. Von 1962 bis 1963 war er Associate Professor und kommissarischer Leiter des Department of Classical Languages an der University of Texas at Austin, von 1963 bis 1969 ebendort Professor. Daran schloss sich von 1969 bis 1978 eine Professur an der State University of New York at Buffalo an. 1978 wechselte er an die University of California, Santa Barbara, an der er bis zu seinem frühen, krebsbedingten Tod 1993 Professor of Classics war.
Sullivan arbeitete im Wesentlichen zur römischen Liebeselegie (zu Properz und seiner Rezeption bei Ezra Pound) und zur Literatur der frühen Kaiserzeit (Petron, Martial). Seine Arbeiten sind bestimmt durch seinerzeit neue theoretische Ansätze in der Interpretation der classics, insbesondere durch die Psychoanalyse und den Feminismus. Daneben praktizierte er die an Ezra Pound untersuchte creative translation in seiner eigenen Übersetzung des Petron. Er war Begründer und Mitherausgeber der Zeitschrift Arion. A Journal of Humanities and the Classics (1.1962ff.) und von 1971 bis 1975 Herausgeber der 1967 begründeten Zeitschrift Arethusa. Der Band Modern critical theory and classical literature wurde erst postum veröffentlicht.

## Schriften (Auswahl)
- The Hedonism in Plato’s Protagoras. In: Phronesis 6, 1961, S. 10–28.
- (Hrsg.): Critical Essays on Roman Literature: Elegy and Lyric. Routledge, London 1962.
- (Hrsg.): Critical Essays on Roman Literature: Satire. Routledge, London 1963.
- Ezra Pound and Sextus Propertius: A Study in Creative Translation. University of Texas Press, Austin 1964.
- Petronius: The Satyricon and the Fragments. Penguin Books 1965.
- The Satyricon of Petronius: A Literary Study. Indiana University Press, Bloomington and London 1968.
  - Italienische Übersetzung: Il "Satyricon" di Petronio: Uno studio letterario. La Nuova Italia, 1977.
- (Hrsg.) Ezra Pound: a Critical Anthology. Penguin 1970.
- Propertius: A Critical Introduction. Cambridge University Press, Cambridge 1976.
- (Hrsg. mit John Peradotto): Women in the Ancient World: The Arethusa Papers. State University of New York Press, Albany 1984.
- Literature and Politics in the Age of Nero. Cornell University Press, 1985.
- Petronius'  'Satyricon'  and  its  Neronian  Context. In: Aufstieg und Niedergang der römischen Welt II 32.3, 1985.
- (Hrsg. mit Peter Whigham): Epigrams of Martial Englished by Divers Hands. University of California Press, 1987.
- Martial: The Unexpected Classic. Cambridge University Press, Cambridge 1991.
- (Hrsg. mit Anthony J. Boyle): Roman Poets of the Early Empire. Penguin Books, 1991.
- (Hrsg. mit Irene J. F. de Jong): Modern critical theory and classical literature. Leiden 1994 (Mnemosyne Supplement 130).

Eigene Gedichte und Satiren
- The Jaundiced Eye. Buffalo, 1976.